# Chevrolet Cavalier

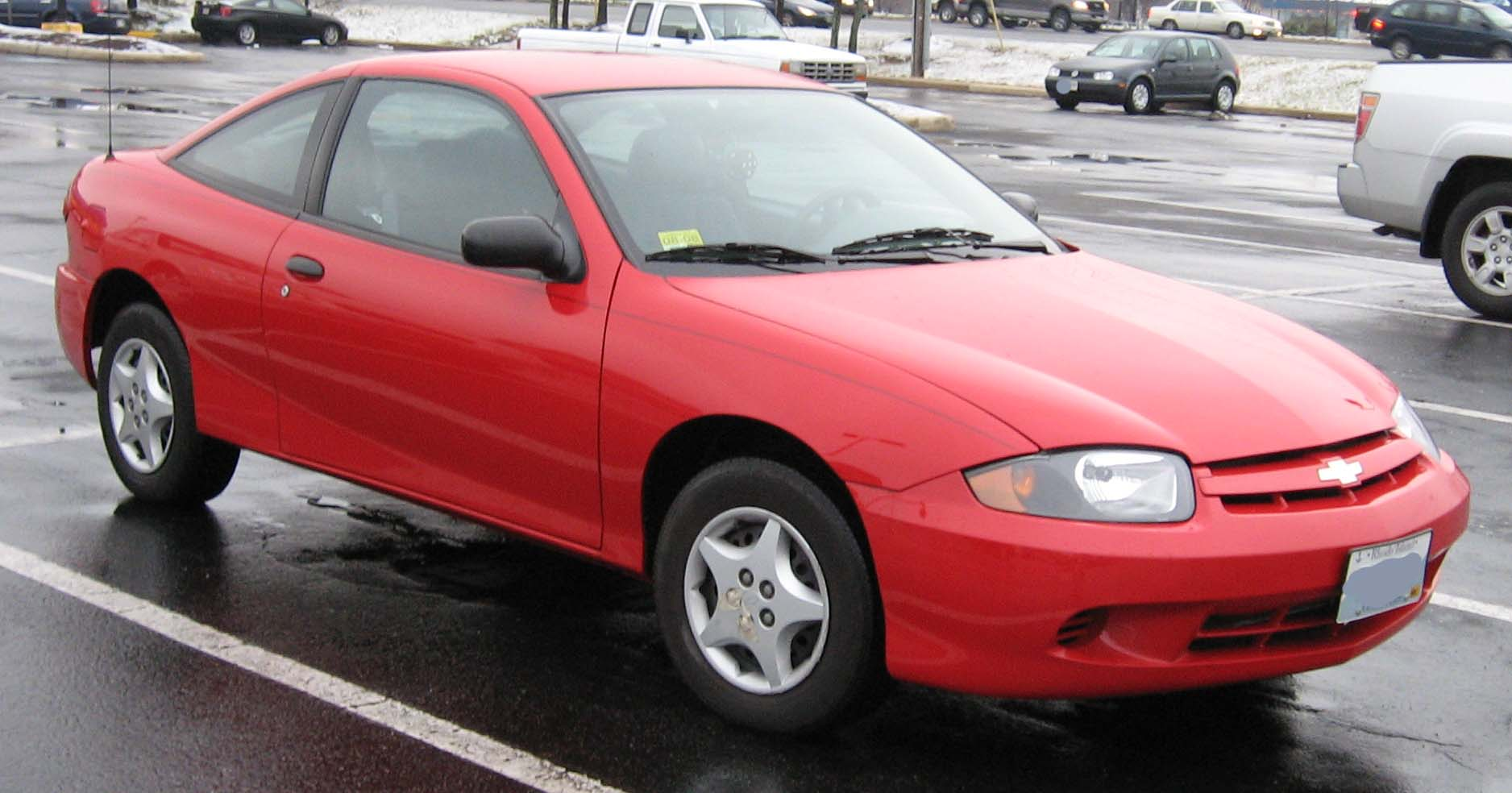
Chevrolet Cavalier coupe del 2003-2005

El Chevrolet Cavalier va ser un cotxe de tipus compacte fabricat per Chevrolet, una marca pertanyent al grup GM durant els anys 1982 a 2005 com a substitut del Chevrolet Monza. El Cavalier va ser construït a Lordstown, Ohio, encara que també es va fabricar a Lansing, Michigan, Janesville, Wisconsin i Ramos Arizpe, Coahuila, Mèxic. El Cavalier va ser substituït pel Chevrolet Cobalt als Estats Units i el Canadà i Chevrolet Astra a Mèxic.

## Primera generació (1982-1994)
El Cavalier ha estat un dels Chevrolets amb més èxit de vendes; reat com a vehicle per competir amb el gran flux de cotxes d'importació que es venien als Estats Units. Si bé és cert que substitueix al Chevroltet Monza. D'aspecte més convencional que el Chevrolet Vega, de construcció monobloc, oferia un ampli ventall de carrosseries, com un descapotable de 2 portes, un sedan de 2 i 4 portes, una hatchback de 3 portes i una familiar (station wagon) de 4 portes.
Mecànicament va presentar-se amb un motor 1.8L Motor 122 de 88 cv amb l'elecció de 2 caixes de canvis: manual de 4 velocitats i automàtica de 3. Amb aquest conjunt el Cavalier era un cotxe poc potent i força lent, per exemple, la versió familiar amb la transmissió automàtica tardava 20,7 s per cobri el quart de milla (400 m). Tot i així el mercat el va acollir força bé amb 58.904 Cavaliers venuts el mateix any.
Mides del Cavalier:
Batalla (Wheelbase): 2,570 m

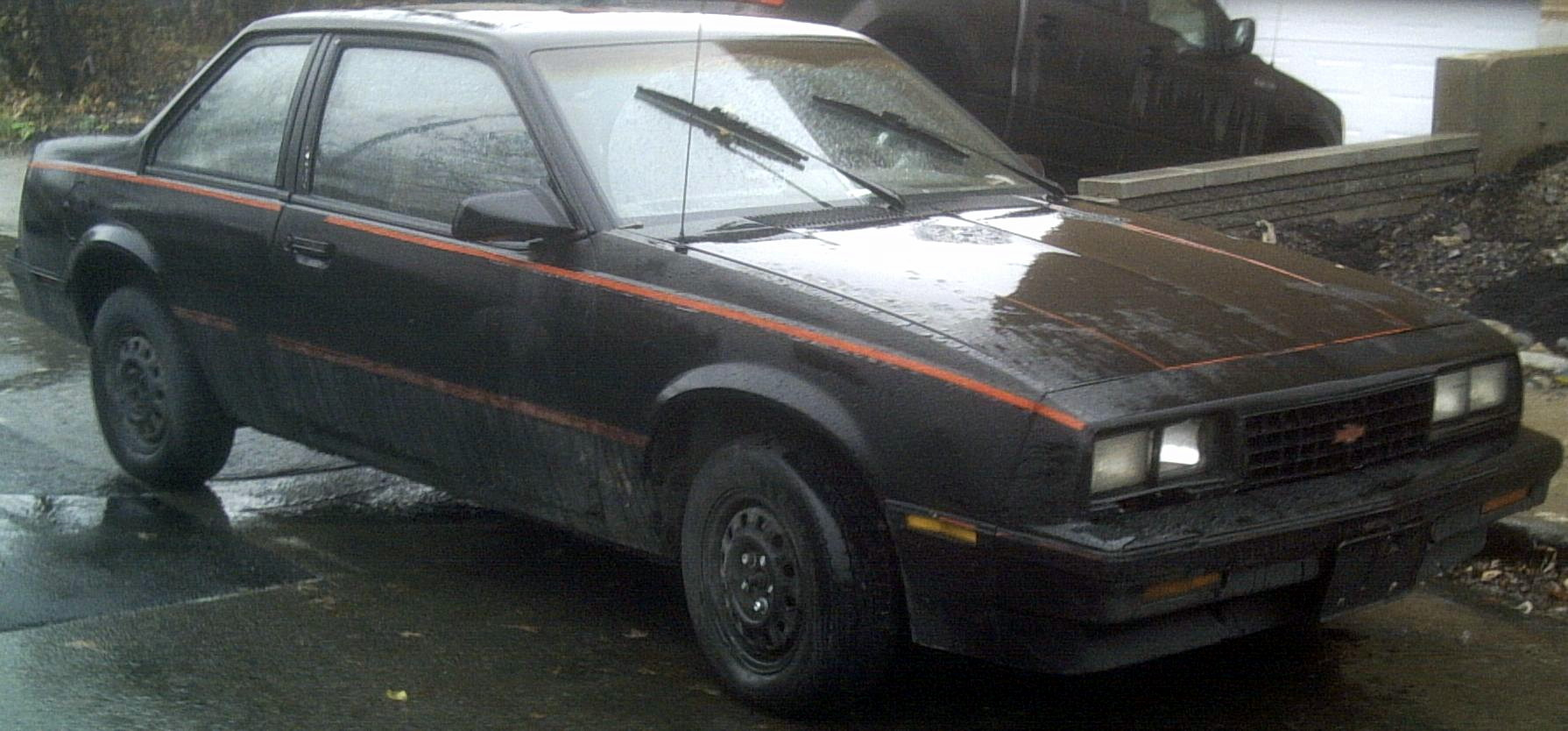
Chevrolet Cavalier coupe del 1985-1988

Llargada (Length): 4,407 m (coupe); 4,432 m (sedan); 4,518 m (familiar)
Amplada (Width): 1,676 m; 1,684 m (familiar)
Alçada (Height): 1,320 m; 1,376 m (familiar) 
Capacitat del dipòsit: 51 l (13.6 galons EUA)
El 1984 rep un restyling exterior per modernitzar-lo. S'afegeix un 2.0L Motor 122 TBI que li dona unes millors prestacions respecte del 2.0L presentat el 1983 i que tenia la mateixa potència que el 1.8L (però, òbviament, tenia més torsió el 2.0).
Z24
El 1986 es presenta el paquet Z24 per al Cavalier hatchback i sedan de 2 portes. Destaca per equipar unes llantes específiques amb pneumàtics 215/60R14 Goodyear Eagle GT, instrumentació digital al tauler i sobretot, el fet d'equipar un motor 2.8L Motor 60-Degree V6 de 6 cilindres en V. La revista Motor Trend va fer un test al Z24 del 1987 amb caixa manual de 5 velocitats: 17,3 s per cobrir el quart de milla (400 m) i l'acceleració de 0-60 mph (0-96 km/h) en 9,5 s.
1988-1990
Mides del Cavalier:
Batalla (Wheelbase): 2,573 m

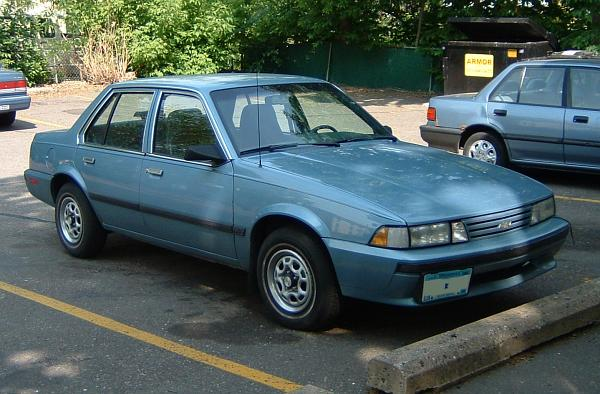
Chevrolet Cavalier sedan del 1988

Llargada (Length): 4,536 m; 4,599 m (familiar)
Amplada (Width): 1,676 m
Alçada (Height): 1,318 m (coupe); 1,359 m (sedan); 1,374 m (familiar) 
Capacitat del dipòsit: 57-68 l (15.2-18 galons EUA)
El 1988 presenta un restyling el Cavalier que li afecta principalment al frontal del Cavalier i també en la desaparició de la versió de 3 portes hatchback. El disseny interior rep alguns retocs i la versió descapotable rep una fulla d'acer més pronunciada, donant-li un aspecte de "Coke bottle".
El Z24 gaudia d'una bona acceptació comercial. Els seus competidors, com Acura Integra o Toyota Corolla FX16 usaven motors DOHC de 16 vàlvules moderns, si es compara amb el Motor 60-Degree V6 del Cavalier, però les prestacions que tenia aquest (el quart de milla (400 m) en 16,3 s i el 0-60 mph (0-96 km/h) en 8,3 s) eren lleugerament superiors a la dels seus rivals.
El 1990 desapareix la versió descapotable. Per compensar la desaparició d'aquesta, es decideix incrementar la potència del Cavalier. El motor 2.0L Motor 122 el substitueix el 2.2L Motor 122 de 95 cv i el V6 passa a 3.1L Motor 60-Degree V6 i 135 cv.
1991-1994

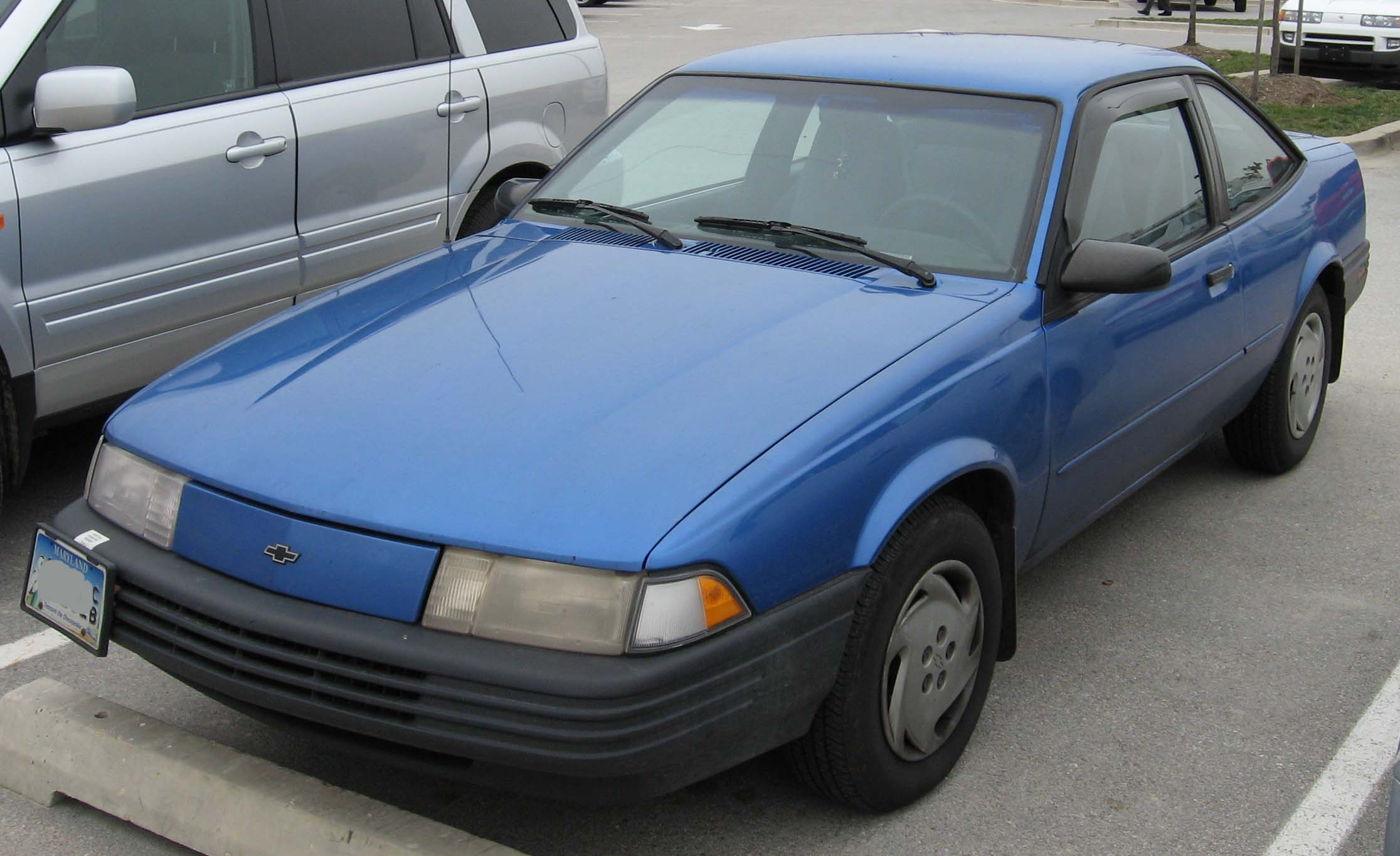
Chevrolet Cavalier coupe del 1991-1994

Per al 1991 es presenta un disseny actualitzat del Cavalier. Novament s'ofereix la versió descapotable i els paquets d'equipament són el "VL" en el coupe, sedan o familiar amb la "RS" com a nivell superior. La "Z24" va estar disponible únicament a la versió del coupe.
Per al 1992 el paquet "Z24" s'ofereix al descapotable de nou i el motor 2.2L Motor 122 augmenta la potència a 110 cv.
Mides del Cavalier:
Batalla (Wheelbase): 2,573 m
Llargada (Length): 4,536 m (coupe); 4,630 m (sedan); 4,599 m (familiar)
Amplada (Width): 1,684 m
Alçada (Height): 1,318 m (coupe); 1,359 m (sedan); 1,374 m (familiar) 
Capacitat del dipòsit: 57-68 l (15.2-18 galons EUA)

## Segona generació (1995-2005)
Mides del Cavalier:
Batalla (Wheelbase): 2,644 m
Llargada (Length): 4,579 m
Amplada (Width): 1,712 m

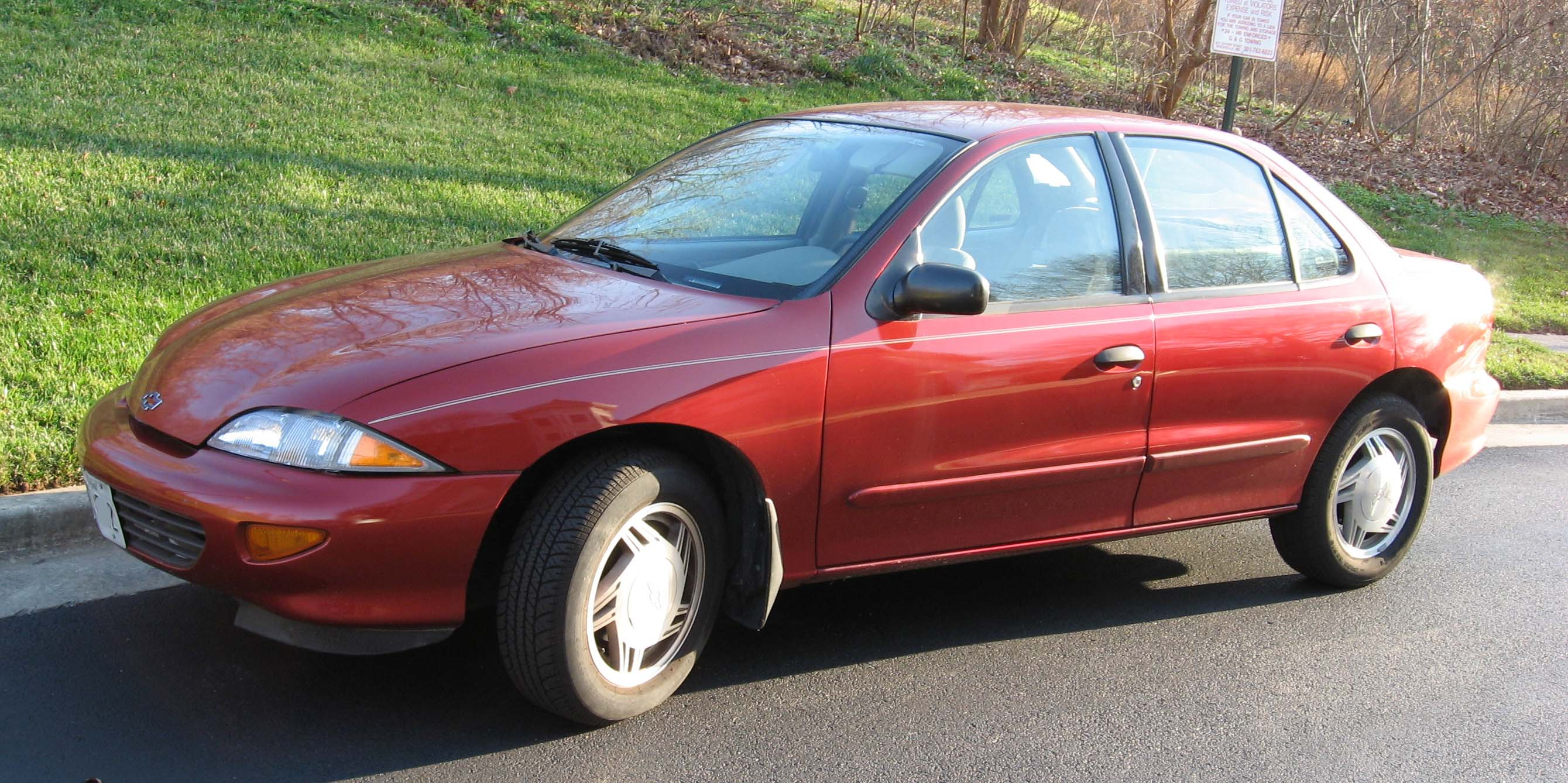
Chevrolet Cavalier sedan del 1995-1999

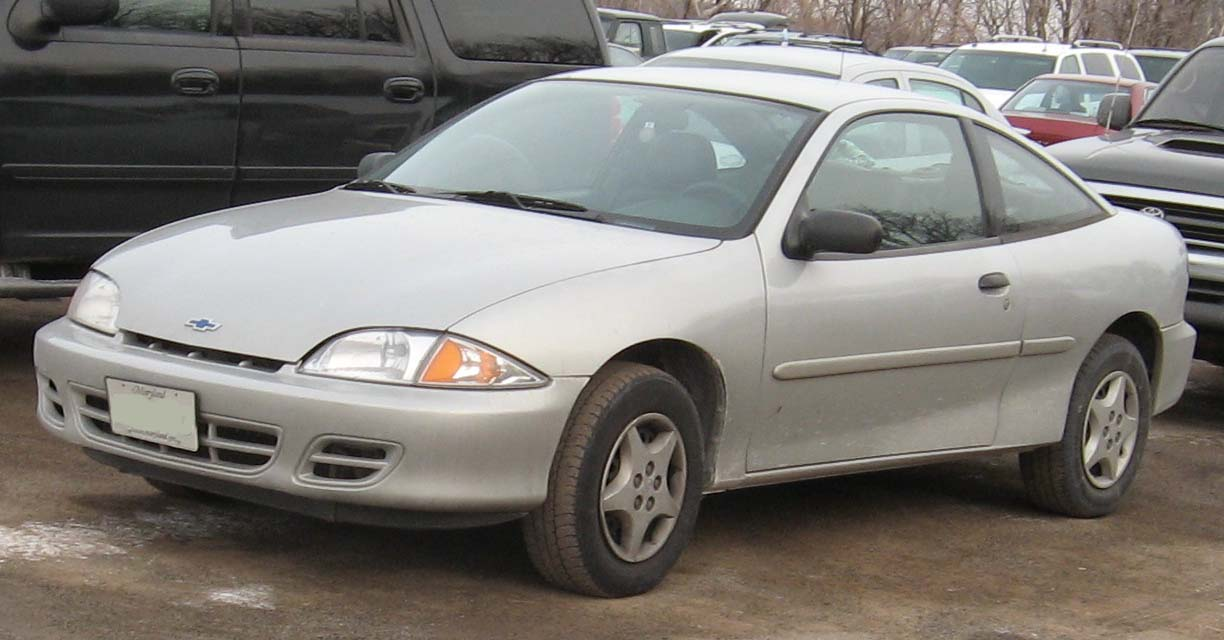
Chevrolet Cavalier coupe del 2000-2002

Alçada (Height): 1,351 m (coupe); 1,392 m (sedan) 
Capacitat del dipòsit: 57-68 l (15.2-18 galons EUA)
La nova generació del Cavalier rep un redisseny general. Interiorment rep major espai interior. Desapareix la versió familiar i el motor Motor 60-Degree V6. Ara, el motor d'accés és el 2.2L Motor 122 que passa dels 120 als 125 cv. El motor estàndard per al "Z24" és un 2.3L DOHC Quad-4 de 150 cv, que és opcional per als acabats LS coupe i sedan. En el capítol de transmissions, una manual de 5 velocitats i una automàtica de 3 velocitats.
A partir del 1996 el 2.3L DOHC Quad-4 de 150 cv evoluciona a 2.4L DOHC Quad-4, mantenint els 150 cv. El 1999 va existir una edició limitada de Cavaliers que podien funcionar amb gasolina i CNG gas natural comprimit.
2000-2002
Mides del Cavalier:
Batalla (Wheelbase): 2,644 m
Llargada (Length): 4,594 m
Amplada (Width): 1,712 m
Alçada (Height): 1,351 m (coupe); 1,392 m (sedan) 
Capacitat del dipòsit: 57-68 l (15.2-18 galons EUA)
El 2000 el Cavalier rep un petit canvi estètic. Mecànicament segueix amb les mateixes mecàniques. L'any següent, la versió descapotable desapareix.
El 2002 apareix un nou 2.2L Ecotec de 140 cv, disponible per a les versions LS Sport sedan i LS Sport coupe. Les versions base del Cavalier segueixen equupant l'anterior 2.2L Motor 122 de 125 cv i el 2.4L DOHC Quad-4 de 150 cv per a la versió "Z24".
2003-2005

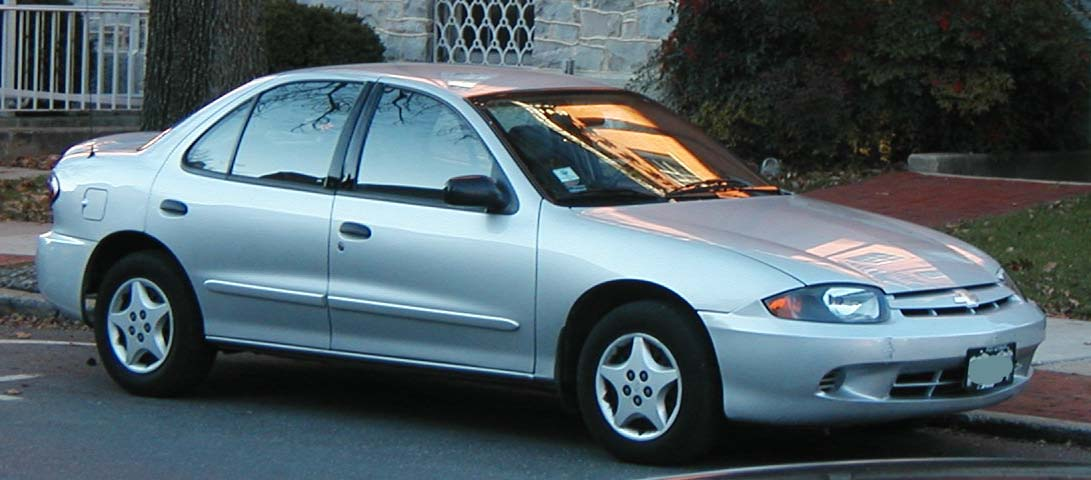
Chevrolet Cavalier sedan del 2003-2005

Per al 2003 fins al 2005 el Cavalier rep un nou frontal. Desapareix el "Z24" i tots els motors, excepte el 2.2L Ecotec de 140 cv, desapareixen. En acabats, només s'ofereixen els paquets base, LS i LS Sport. Les transmissions són una manual de 5 velocitats i una automàtica de 4 velocitats.
Al setembre de 2004 va sortir l'últim Cavalier de Ramos Arizpe, Coahuila i a l'octubre del 2004, de la planta de Lordstown, Ohio.
El 2005, després de 24 anys al mercat, se substituït pel Chevrolet Cobalt als Estats Units i el Canadà. A Mèxic es vendrà el Chevrolet Astra, encara que es va vendre un model basat en el Cobalt: Pontiac G4.

## Toyota Cavalier

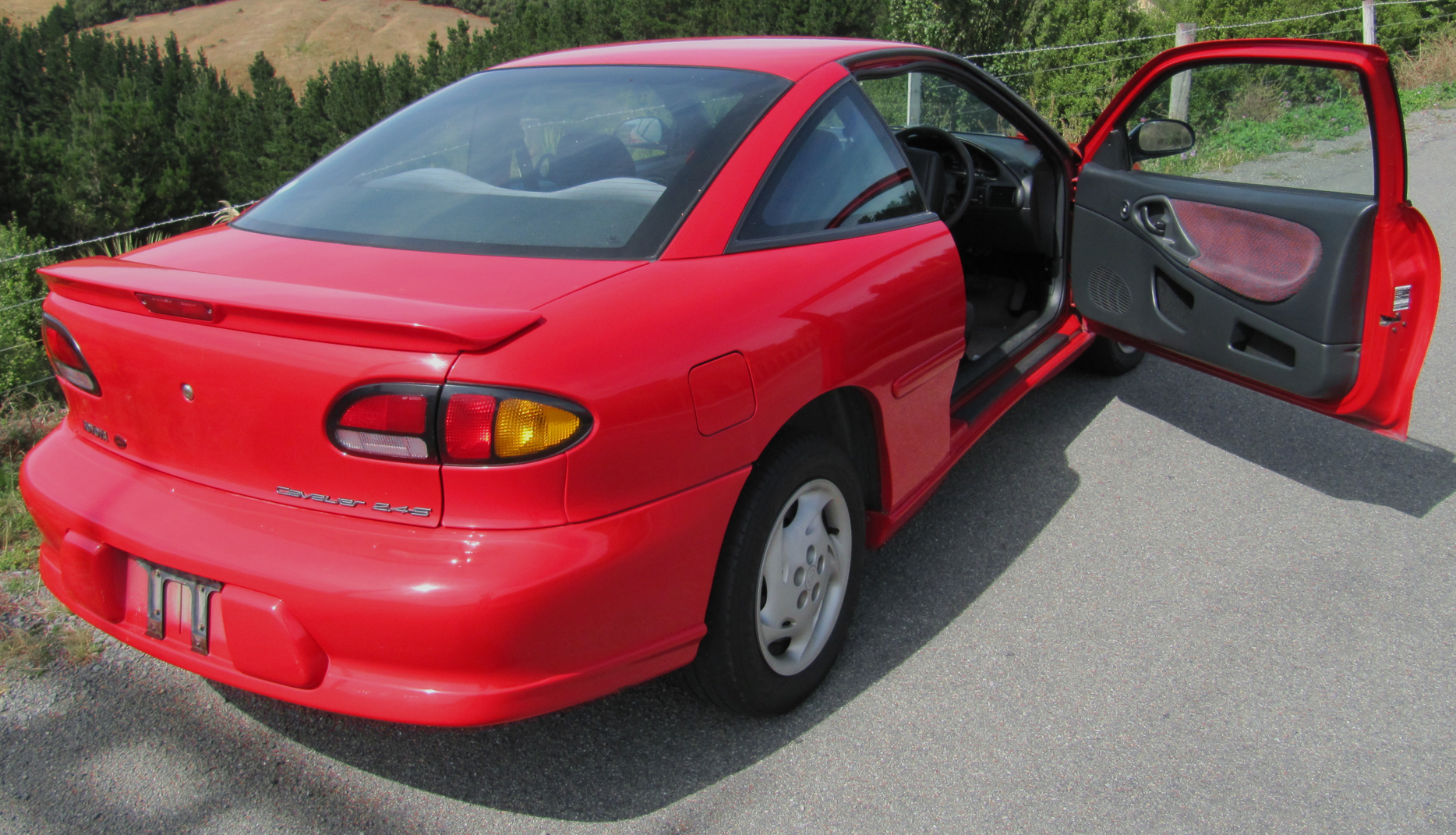
Toyota Cavalier 1996-2000

La segona generació del Cavalier va ser venuda al Japó per Toyota, en virtut d'un acord entre Toyota i GM. Aquest Cavalier presentava diferències en l'equipament, en la distribució del tauler de control (al revés, perquè condueixen per l'esquerra), llums posteriors homologades a la normativa nipona, etc. Va vendre's al mercat japonès els anys 1995 a 2000.

## Resposta comercial
Vendes del Chevrolet Cavalier:
- 58,904	- 1982
- 218,587 - 1983
- 462,611 - 1984 (Best-seller)
- 383,752 - 1985 (Best-seller)
- 432,101 - 1986
- 346,254 - 1987
- 322,939 - 1988
- 376,626 - 1989
- 310,501 - 1990
- 326,847 - 1991
- 225,633 - 1992
- 251,590 - 1993
- 254,426 - 1994
- 151,669 - 1995
- 261,686 - 1996
- 315,136 - 1997
- 238,861 - 1998
- 272,000 (est) - 1999
- 5,210,123 ~ total en coneixement el 1999

## Polèmica
L'aspecte més fosc del Cavalier era el de la seguretat. En particular, la segona generació (1995-2005) va rebre el Cavalier coupe de 2 portes 3 estrelles (conductor) i 4 estrelles (passatger) en xoc frontal al NHTSA i la qualificació de "poor" al IIHS